# 应圣康
应圣康（1928年—），男，浙江鄞县人，中国高分子材料专家，曾任华东化工学院教授、博士生导师。